# FM op 5
FM op 5 is een Nederlands radioprogramma van BNNVARA op NPO Radio 5, dat sinds 2 januari 2021 wordt uitgezonden op de zaterdagochtend. Het was het eerste radioprogramma van BNNVARA op deze zender.
In dit radioprogramma maakt Felix Meurders een combinatie van journalistiek en muziek. Elke zaterdag is er een bekende gast waarvan een favoriet nummer wordt afgespeeld en vinden er tevens gesprekken plaats met luisteraars. Vaste onderdelen zijn onder meer een hommage aan een Franse artiest en het flixfoon-spel waar een chocolade-radio te winnen valt. De luisteraar dient op verschillende momenten van het programma een cijfer te horen en deze cijferreeks vormt een telefoonnummer dat de luisteraar vervolgens dient te bellen.